# Rio Esmeraldas
Il Rio Esmeraldas è un fiume dell'Ecuador che scorre nella parte nord-occidentale del paese e sfocia nell'Oceano Pacifico nei pressi della città di Esmeraldas. Il bacino ha una superficie di 21.418 km², che lo pone al secondo posto tra i fiumi dell'Ecuador occidentale, a ovest delle Ande.